# Métabolisme ou quand le soir tombe sur Bucarest
Pour plus de détails, voir Fiche technique et Distribution.
Métabolisme ou quand le soir tombe sur Bucarest (Când se lasa seara peste Bucuresti sau metabolism) est un film roumain réalisé par Corneliu Porumboiu, sorti en 2013.
Il fait partie de la sélection Contemporary World Cinema au Festival international du film de Toronto 2013.

## Synopsis
Un réalisateur qui doit finir de tourner son film dans les deux prochaines semaines feint d'avoir un ulcère pour obtenir un délai de la production et poursuivre sa romance avec l'une des actrices.

## Fiche technique
- Titre original : Când se lasa seara peste Bucuresti sau metabolism
- Titre français : Métabolisme ou quand le soir tombe sur Bucarest
- Réalisation : Corneliu Porumboiu
- Scénario : Corneliu Porumboiu
- Pays d'origine : Roumanie
- Format : Couleurs - 35 mm - 1,85:1 - Dolby Digital
- Genre : drame
- Durée : 89 minutes
- Dates de sortie :
  -  Canada : 8 septembre 2013 (Festival international du film de Toronto 2013)
  -  France : 16 avril 2014

## Distribution
- Bogdan Dumitrache : le réalisateur
- Diana Avramut : l'actrice
- Mihaela Sirbu :
- Alexandru Papadopol :